# Амос Гітай
Амос Гітай (івр. עמוס גיתאי, англ. Amos Gitai, 11 жовтня 1950 р., Хайфа) — ізраїльський кінорежисер.
Народився в сім'ї вихідця зі с. Шумляни (Тернопільська область), який у юності навчався у відомій мистецькій школі «Баугауз» (Німеччина).
Брав участь у війні Ізраїлю з Сирією та Єгиптом 1973 р.
Із 1974 р. знімав короткометражні ігрові та документальні фільми.
1986 — дебютував у повнометражному ігровому кіно. 
Співпрацює переважно з французькими кінофірмами. 
Стрічки Гітая «Кадош», «Кіппур» і «Кедема» в різні роки були представлені в конкурсній програмі Каннського кінофестивалю, фільм «Рай» — на фестивалі у Венеції. 
Лауреат міжнародних кінофестивалів у Стамбулі (1990) і Сінгапурі (2000).